# PH (complexité)
Cet article court présente un sujet plus développé dans : Hiérarchie polynomiale.
Pour les articles homonymes, voir PH (homonymie).
En théorie de la complexité, PH est l'union des classes de complexité de la hiérarchie polynomiale :
{\displaystyle {\mathsf {PH}}=\bigcup _{k\in \mathbb {N} }\Sigma _{k}^{\mathsf {P}}}
PH a été introduite par Larry J. Stockmeyer en 1977.

## Propriétés
PH est incluse dans PSPACE, la classe des problèmes de décision décidables en espace polynomial, mais la question de leur égalité, qui implique l'effondrement de la hiérarchie polynomiale, est un problème ouvert.
Si P=NP, alors P=PH et la hiérarchie polynomiale s'effondre au premier niveau.